# توبیاس هریس
توبیاس هریس (انگلیسی: Tobias Harris، زاده ۱۵ ژوئیه ۱۹۹۲) بازیکن بسکتبال اهل ایالات متحده آمریکا است.
وی سابقه بازی در تیم‌هایی همچون میلواکی باکس، اورلندو مجیک و دیترویت پیستونز را در کارنامه دارد.